# Gustav Mohr
Gustav Mohr (* 6. November 1839 in Trier; † 14. April 1909) war ein deutscher Chemiker, Vorsitzender der Berufsgenossenschaft der Gas- und Wasserwerke, und Direktor der Gasanstalt Potsdam.

## Leben

Gustav Mohr

Gustav Mohr besuchte Schulen in Köln und in Belgien und studierte anschließend in Karlsruhe und in Berlin. Sein Hauptfach war Chemie, in dem er auch in Berlin seine Doktorprüfung ablegte. Sein Militärdienst legte er als Einjährig-Freiwilliger in Köln ab.
Nach abgeschlossenem Studium wandte er sich dem Gasfach zu. Nach verschiedenen Anstellungen wurde er Direktor der Gasanstalt in Bodenbach, die er bis Ende September 1873 leitete. Danach wechselte er zur Deutschen Continental Gasgesellschaft in Dessau, wo er bis zu seinem Tod arbeitete. Bis 1882 war er Direktor der Gasanstalt in Ruhrort, bis 1886 leitete er die Gasanstalt in Mülheim an der Ruhr, dann das Gaswerk in Eupen, von Ende 1887 an die Gasanstalt in Hagen, und ab dem 1. Juli 1889 die Gasanstalt in Potsdam.
Im April 1894 wurde Mohr zum Vorstandsmitglied und Vertrauensmann der Sektion I der Berufsgenossenschaft der Gas- und Wasserwerke gewählt, und ein Jahr später zum Vorsitzenden. Im Juni 1895 wurde er zum Mitglied des Hauptvorstandes gewählt, und am 27. Juni 1898 zum stellvertretenden Vorsitzenden. 1899 wurde zum ersten Vorsitzenden der Berufsgenossenschaft gewählt. Dieses Amt bekleidete er bis zu seinem Tode. Er war ebenfalls persönliches Mitglied im Deutschen Verein von Gas- und Wasserfachmännern und war als Mitglied des Unterstützungsausschusses tätig.